# Erbkrank
Der Stummfilm Erbkrank ist ein Kurz-Dokumentarfilm, der 1936 vom Rassenpolitischen Amt der NSDAP produziert wurde. Er dient als Propagandainstrument, das die nationalsozialistische Ideologie der Rassenhygiene bzw. Eugenik unterstützt. Der Film zielt darauf ab, geistige und körperliche Behinderungen als Belastung für die Gesellschaft darzustellen und die Notwendigkeit von eugenischen Maßnahmen zu propagieren.

## Inhalt
Der Film zeigt verschiedene Personen, die als geistig oder körperlich „erbkrank“ klassifiziert werden. Diese Personen werden in einer sehr negativen Weise dargestellt, oft mit dem Ziel, Abscheu oder Ablehnung beim Zuschauer zu erzeugen. Zu den gezeigten Personen gehören unter anderem:
- Ein 37-jähriger Mann, der als „Moralverbrecher“ beschrieben wird und angeblich seinen Bruder mit Hilfe seiner Schwester ermordet hat.
- Ein 28-jähriger Mörder aus einer Familie, die als schwer kriminell beschrieben wird.
- Ein 30-jähriger Mann, der als „Idiot“ bezeichnet wird und mehrfach wegen Diebstahl und Unterschlagung vorbestraft ist.
- Ein 44-jähriger Epileptiker, der als „Lustmörder“ und Betrüger dargestellt wird.

Der Film verwendet Zwischentitel und statistische Behauptungen, um seine Botschaften zu verstärken. Beispielsweise wird behauptet, dass die Zahl der Geisteskranken in den letzten 70 Jahren um 450 % gestiegen sei, während die Gesamtbevölkerung nur um 50 % gewachsen sei. Solche Statistiken sollen die Dringlichkeit von eugenischen Maßnahmen unterstreichen.
Der Film enthält auch rassistische Elemente, insbesondere in der Darstellung der sogenannten „Rheinlandbastarde“, Kinder afrofranzösischer Soldaten und deutscher Frauen. Diese werden als Beweis dafür angeführt, dass sowohl körperliche als auch geistige Merkmale vererbt werden.
Der Film endet mit der rhetorischen Frage, ob es moralisch und ökonomisch vertretbar sei, zukünftige Generationen mit der Last der Erbkrankheiten zu belasten. Es wird argumentiert, dass die Verhinderung von erbkrankem Nachwuchs eine moralische Pflicht und eine Form der praktischen Nächstenliebe sei.

## Hintergrund zum Film
Der Film Erbkrank wurde 1936 im Auftrag des Rassenpolitischen Amt der NSDAP produziert und ist ein exemplarisches Beispiel für die Propagandastrategien des nationalsozialistischen Regimes. Unter der Leitung von Dr. Walter Groß, einem Arzt und führenden Verfechter der „rassischen Säuberung“, zielte der Film darauf ab, die nationalsozialistische Ideologie der Rassenhygiene bzw. Eugenik zu verbreiten.
Der Film diente als Instrument, um die deutsche Bevölkerung von der Notwendigkeit der Zwangssterilisation und „Euthanasie“ von Menschen zu überzeugen, die als „erbkrank“ oder „lebensunwert“ angesehen wurden. Diese Maßnahmen waren Teil einer breiteren Politik, die darauf abzielte, einen „gesunden Volkskörper“ zu schaffen, indem Menschen mit Behinderungen oder Erbkrankheiten aus der Fortpflanzung ausgeschlossen wurden.

## Produktion
Die Produktion von „Erbkrank“ fällt in eine Zeit, in der das NS-Regime intensiv daran arbeitete, die Kontrolle über die Filmindustrie zu erlangen und diese für seine Zwecke zu nutzen. Joseph Goebbels, der Reichsminister für Volksaufklärung und Propaganda, erkannte früh die Macht des Films als Propagandainstrument. Unter seiner Ägide wurden zahlreiche Filme produziert, die die nationalsozialistische Ideologie unterstützen und die Bevölkerung im Sinne der NS-Politik beeinflussen sollten.
Der Film wurde zeitgemäß als Stummfilm produziert und in Schwarz-Weiß gedreht. Erbkrank nutzte Aufnahmen von Menschen mit verschiedenen Behinderungen und psychischen Erkrankungen, die in staatlichen Fürsorgeanstalten lebten, um die finanziellen und sozialen Kosten ihrer Existenz zu betonen. Der Film argumentierte, dass die Kosten für ihre Betreuung eine Verschwendung von Ressourcen seien, die besser für die Unterstützung erbgesunder Deutscher verwendet werden könnten.
Die Herausforderungen bei der Produktion von Erbkrank lagen vor allem in der Darstellung der „Erbkranken“ in einer Weise, die die Zuschauer emotional beeinflussen und die propagandistische Botschaft des Films verstärken sollte. Der Film verwendete dramatische und abschreckende Bilder, um die Zuschauer zu schockieren und die Notwendigkeit drastischer eugenischer Maßnahmen zu unterstreichen.

## Zensur und Veröffentlichung
Der Film Erbkrank wurde vom Rassenpolitischen Amt der NSDAP produziert und fiel unter die strikte Kontrolle der nationalsozialistischen Zensurbehörden. Die offizielle Zensur des Films erfolgte am 20. Februar 1936, unter der Zensurnummer B.41464. Der Film erhielt mehrere Prädikate, darunter „staatspolitisch wertvoll“ und „volksbildend“, was seine Bedeutung als Propagandainstrument unterstreicht. Zudem wurde er als Lehrfilm klassifiziert, was seine Nutzung in Bildungseinrichtungen und bei öffentlichen Vorführungen legitimierte. Ein Jugendverbot sowie Feiertagsverbot wurden ebenfalls verhängt, was die gezielte Kontrolle über das Publikum, das diesen Film sehen konnte, zeigt.
Nach seiner Freigabe durch die Zensurbehörden wurde Erbkrank in das Propagandanetzwerk des Dritten Reiches integriert. Der Film wurde in Kinos und bei speziellen Veranstaltungen gezeigt, oft begleitet von Vorträgen, die die Inhalte des Films weiter vertieften und die propagandistische Botschaft verstärkten. Diese Vorführungen waren Teil einer größeren Strategie, die darauf abzielte, die deutsche Bevölkerung auf die rassenhygienischen Ziele der Nationalsozialistischen Deutschen Arbeiterpartei (NSDAP) einzustimmen und Unterstützung für Maßnahmen wie Zwangssterilisationen und die „Euthanasie“ von Menschen mit Behinderungen zu gewinnen.
Die Veröffentlichung von Erbkrank war nicht nur ein kulturelles Ereignis, sondern auch ein politisches Werkzeug, das gezielt zur Förderung der nationalsozialistischen Ideologie der Rassenhygiene eingesetzt wurde. Der Film diente dazu, die öffentliche Meinung zu formen und die Notwendigkeit von drastischen Maßnahmen gegenüber Menschen, die als „erbkrank“ klassifiziert wurden, zu legitimieren. Durch seine Einstufung als „staatspolitisch wertvoll“ und „volksbildend“ wurde Erbkrank zu einem zentralen Element in der Propagandastrategie des NS-Regimes.

## Rezeption
Der Film wurde speziell für die Schulung und Indoktrination verschiedener Bevölkerungsgruppen genutzt. Vor seiner allgemeinen Veröffentlichung in den Kinos wurde Erbkrank gezielt Sonderschullehrern vorgeführt, um diese für die Zusammenarbeit mit dem Rassenpolitischen Amt zu gewinnen. Diese Vorführungen fanden im Rahmen von rassenpolitischen Schulungslagern statt, die darauf abzielten, die Lehrerschaft ideologisch zu schulen und für die Umsetzung der rassenhygienischen Politik zu mobilisieren.
Die Bewertungen und Kritiken zu Erbkrank waren stark durch die nationalsozialistische Ideologie geprägt. Der Film wurde als „staatspolitisch wertvoll“ und „volksbildend“ klassifiziert, was seine Bedeutung als Lehrfilm unterstreicht. Diese Prädikate spiegeln die offizielle Anerkennung und die propagandistische Rolle des Films innerhalb des nationalsozialistischen Staates wider.
Die langfristige Wirkung von Erbkrank auf die deutsche Gesellschaft und insbesondere auf die Einstellungen gegenüber Menschen mit Behinderungen war tiefgreifend. Der Film trug zur Verfestigung diskriminierender Stereotypen bei und legitimierte die grausamen Praktiken der Zwangssterilisation und Euthanasie, die im Dritten Reich durchgeführt wurden. In der historischen Aufarbeitung wird Erbkrank daher oft als Beispiel für die gefährliche Macht der Propaganda und deren Fähigkeit, menschenverachtende Politiken zu normalisieren, herangezogen.
In der modernen Forschung wird Erbkrank kritisch betrachtet und als Instrument der NS-Propaganda analysiert. Studien zeigen, wie der Film genutzt wurde, um die nationalsozialistische Ideologie der Rassenhygiene zu verbreiten und wie er zur Vorbereitung und Rechtfertigung der Euthanasiepolitik des Regimes beitrug. Diese Analysen betonen die Notwendigkeit, die Rolle der Medien in totalitären Systemen kritisch zu hinterfragen und die ethischen Implikationen von Propagandafilmen zu reflektieren.